# Blaise de Lasseran-Massencôme, seigneur de Montluc
Blaise de Lasseran-Massencôme, seigneur de Montluc, francoski maršal, * 1501, † 26. julij 1577.
Montluc je vojaško kariero pričel kot navadni lokostrelec. Zaradi znanja in poguma se je hitro dvigoval po vojaški hierarhiji. Zaradi zasluge med bitko pri Ceresoleju (1544) je bil povzdignjen v plemiča. Njegova najpomembnejša zmaga pa je obramba Siene leta 1555.
Napisal je tudi avtobiografijo Commentaires de Messire Blaise de Montluc (1592), v katerih je opisal svojo petdesetletno vojaško službo; velja za eno najboljših avtobiografij, ki je izšla iz neizobraženega plemstva tistega časa.